# كلية العلوم (جامعة البصرة)
كلية العلوم جامعة البصرة هي كلية تقع داخل حرم جامعة البصرة، أسست سنة 1964، كإحدى الكليات الأربعة العريقة التي ضمتها الجامعة، وقد كانت تقع عند تأسيسها على الضفة الشرقية لشط العرب في منطقة التنومة بقضاء شط العرب، وفي عام 1987 عندما كانت الحرب العراقية - الإيرانية في أوجها، انتقلت كليات جامعة البصرة إلى الجانب الآخر من شط العرب، تمركزت كلية العلوم في القاطع الشمالي من الجامعة والواقع على الضفة الغربية لشط العرب في منطقة كرمة علي والتي تبعد حوالي 15 كيلومتراً عن مركز مدينة البصرة.

## نبذة
كانت الكلية توفر في مستهل تكوينها مقررات للدراسات الأولية فقط وفق النظام السنوي في أقسام الكيمياء وعلوم الحياة والفيزياء والرياضيات. وبعد استحداث فرع علوم الحاسبات المرتبط علمياً في بدء الأمر بقسم الرياضيات ولكن سرعان ما تطور هذا الفرع ليصبح القسم العلمي الخامس في الكلية. وفي العام 1993 تم استحداث الفرع السادس ضمن فروع الكلية ألا وهو قسم علم الأرض تلاه قسم علم البيئة عام 2012.. ومنذ عام 1998 فتحت أبواب الكلية للدراسات المسائية في اختصاصات علوم الحياة وعلوم الحاسبات وفي عام 2016 أصبحت الدراسة المسائية شاملة كافة الأقسام.

## منهج
لقد أدخلت الكلية عام 1972 نظام المقررات على أساس التجربة واستمر العمل بهذا النظام لمدة عشر سنوات حيث تم مركزياً توحيد نمط الدراسة في جامعات العراق وفقاً للنظام السنوي، ولكن المؤتمر العلمي الثالث لوزارة التعليم العالي والبحث العلمي أوصى بالرجوع إلى نظام المقررات في الجامعات العراقية بعد توفر المستلزمات الأساسية لنجاحه. وهذا ما حصل في العام 1993، إذ أعيد العمل بهذا النظام في ثلاث كليات في الجامعات العراقية، لينحصر بعد بضع سنوات في كلية العلوم في جامعة البصرة، لتكون الآن الكلية الوحيدة في الجامعات العراقية التي تعمل بنظام المقررات.

## مساهمات
ساهمت كلية العلوم منذ تأسيسها في رفد البلد بخريجيها من حملة البكالوريوس في الاختصاصات التي كانت موجودة آنذاك. وهناك العديد من خريجي هذه الكلية الذين أرسلوا للدراسة خارج العراق للحصول على شهادة الدكتوراه من الجامعات الإنجليزية والأمريكية، ومنهم من يعمل في الوقت الحاضر في أقسام الكلية المختلفة كأعضاء هيئة تدريس في الأقسام التي تخرجوا منها. وفي عام 1972 تم ولأول مرة استحداث الدراسات العليا (على مستوى درجة الماجستير) في قسمي الكيمياء وعلوم الحياة، إلا أن هذه الخطوة سرعان ما امتدت لتشمل الأقسام الأخرى، علاوة على ذلك فقد استحدثت دراسة الدكتوراه في قسمي علوم الحياة والكيمياء عام 1986 و1987 على التوالي.

## اتفاقيات
ترتبط الكلية بروابط تعاون وثيقة مع القطاع الصناعي من خلال الأبحاث التطبيقية المشتركة بين أقسام الكلية وهذه المنشآت فقد تم تسجيل عدة براءات اختراع مشتركة بين الجامعة والمنشآت الصناعية، من ناحية أخرى ترتبط الكلية بعلاقات ثقافية وعلمية مع الجامعات والمعاهد العربية والأجنبية خاصة فيما يتعلق بالتبادل العلمي والثقافي وتبادل الأساتذة ومشاريع البحوث المشتركة.
يتم تدريس معظم المقررات العلمية باللغة العربية مع الإبقاء على تدريس بعض المقررات المختارة باللغة الإنجليزية وبمعدل موضوعين لكل مرحلة على الأقل، وذلك لغرض الإبقاء على مستوى الخريجين من حيث إلمامهم بلغة أجنبية حية، وعلى ضوء ذلك فقد تم ترجمة وتأليف الكثير من الكتب المنهجية موزعة على المواضيع الاختصاصية لأقسام الكلية المختلفة.